# Kepler-50c
Kepler-50c es uno de los dos planetas extrasolares que orbitan la estrella Kepler-50, situada en la constelación del Cisne. Fue descubierta por el método de tránsito astronómico en el año 2012.